# Georges Bonnet
Georges Bonnet (Bassillac, 23 de julio de 1889-París, 18 de junio de 1973) fue un abogado y político francés.

## Biografía
Nacido en Bassillac el 23 de julio de 1889, realizó estudios de derecho y filosofía.
Comenzó su carrera como parlamentario de la Tercera República como diputado por Dordoña entre 1924 y 1928, escaño que volvería a mantener a partir de 1929.
En 1926 desempeñó la titularidad del ministerio de Pensiones, en 1930 el de Comercio e Industria, entre 1930 y 1931 el de Postas, telégrafos y telégonos, el de Obras Públicas entre 1932 y 1933 y el de Finanzas entre 1933 y 1934. Repetiría como ministro de Comercio y de Industria entre 1935 y 1936 y como ministro de Finanzas entre 1937 y 1938.

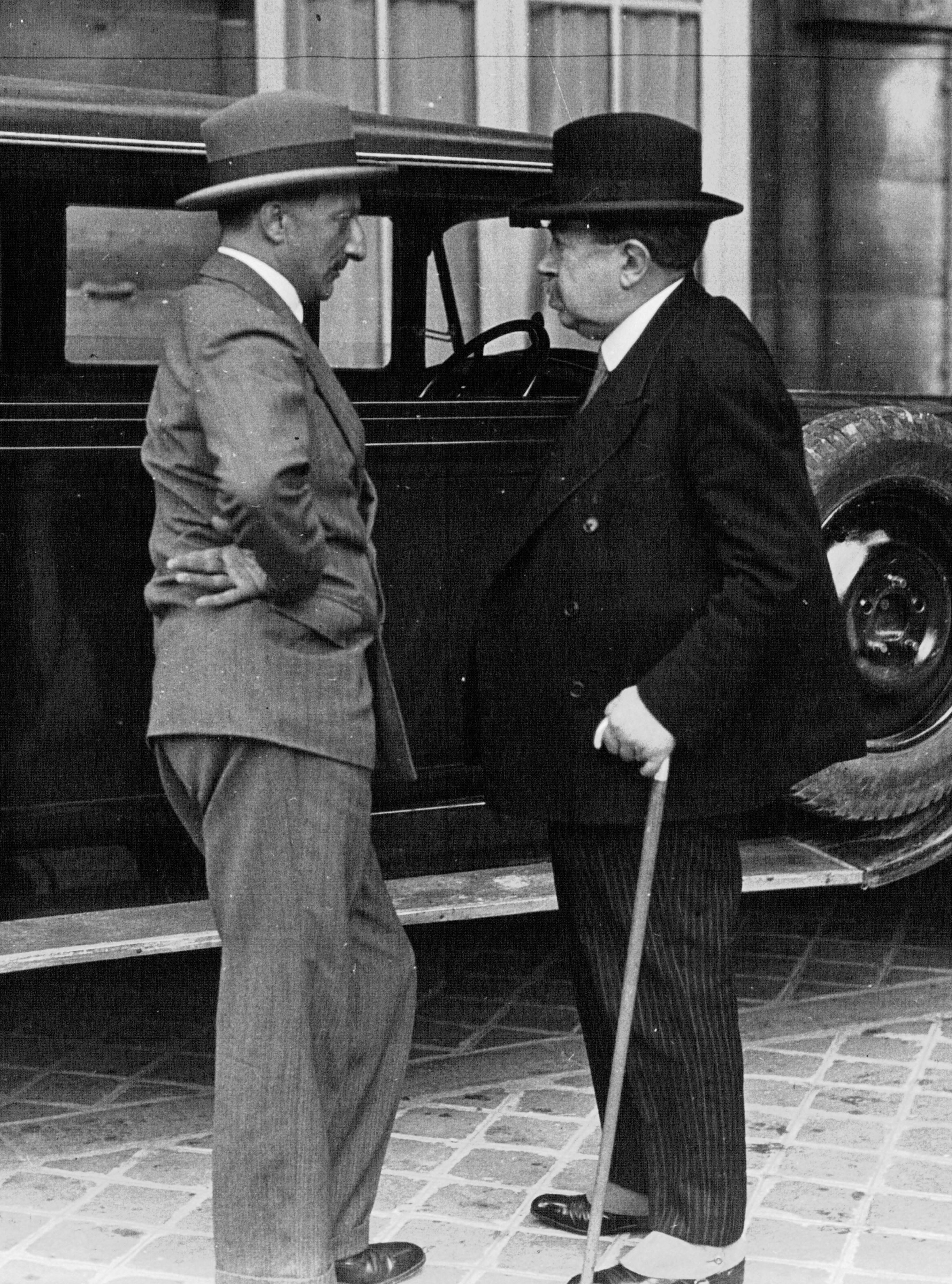
Fotografiado junto a Paul Painlevé en 1932

El 10 de abril de 1938 se convirtió en el titular de Asuntos Exteriores del nuevo gobierno de Édouard Daladier.
Fue defensor de la política de apaciguamiento con la Alemania nazi, así como de la de no intervención en la guerra civil española. En febrero de 1939, al final de la guerra civil española, Bonnet —que ya había mantenido negociaciones secretas preliminares de acercamiento al bando sublevado en 1938— envió a Burgos al senador Léon Bérard para negociar el reconocimiento por parte de Francia del gobierno franquista. El 8 de diciembre de 1938 firmó con Ribbentrop un pacto de no agresión franco-germano.
Tras su salida del Quai d'Orsay el 13 de septiembre de 1939, ocuparía la cartera de Justicia hasta el 21 de marzo de 1940 en otro gabinete Daladier. El 10 de julio de 1940 fue uno de los diputados que votó a favor de la Ley Laval del otorgamiento al mariscal Pétain de plenos poderes constitucionales, y posteriormente fue miembro del Consejo Nacional, el órgano consultivo del régimen de Vichy.
Ya en la Cuarta República repitió como diputado por Dordoña entre 1956 y 1958.
Sus diferentes memorias publicadas posteriormente a la Segunda Guerra Mundial han sido tachadas por el historiador británico Anthony Adamthwaite de incompletas y faltas de sinceridad.
Falleció en París el 18 de junio de 1973.